# Holasice
Holasice település Csehországban, a Brno-vidéki járásban. Holasice Syrovice, Sobotovice, Blučina, Rajhrad és Vojkovice településekkel határos. Lakosainak száma 1384 fő (2024. január 1.).

## Népesség
A település lakosságának változását az alábbi diagram mutatja:
| Lakosok száma | 398  | 439  | 766  | 778  | 821  | 848  | 1140 | 1191 | 1285 | 1384 |
|               | 1869 | 1890 | 1921 | 1950 | 1980 | 2001 | 2017 | 2019 | 2022 | 2024 |